# Sankt Gregorios Upplysarens katedral
Ev att förväxla med Sankt Gregorius Upplysarens kyrka i Jerevan.
 Sankt Gregorios Upplysarens katedral (armeniska: Սուրբ Գրիգոր Լուսավորիչ մայր եկեղեցի, Surb Grigor Lusavorich mayr yekeghetsi) är en kyrkobyggnad i distriktet Kentron i Jerevan i Armenien, som invigdes 2001. Den är Armeniska apostoliska kyrkans största katedral med 1.700 platser. Katedralen har sitt namn efter den armeniska kyrkans grundare Gregorios Upplysaren.
Katedralen uppfördes på initiativ av katholikos Vazgen I. Den började byggas 1997 och invigdes 2001. Kyrkan ritades av Stepan Kurkchyan. 

## Bildgalleri

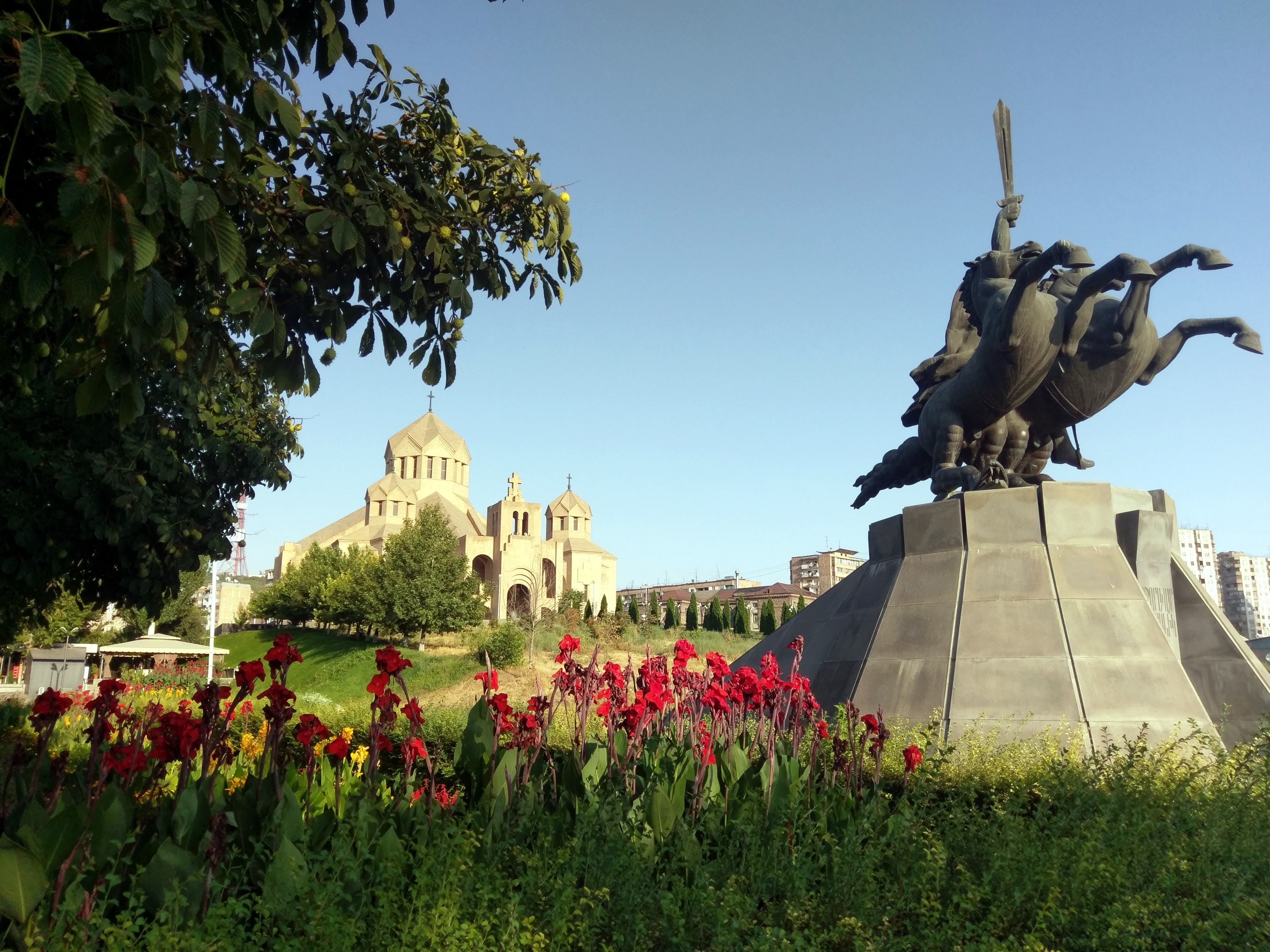
Sankt Gregorios Upplysarens katedral och ryttarstatyn över den armeniske frihetshjälten Andranik Ozanian (1865–1927)
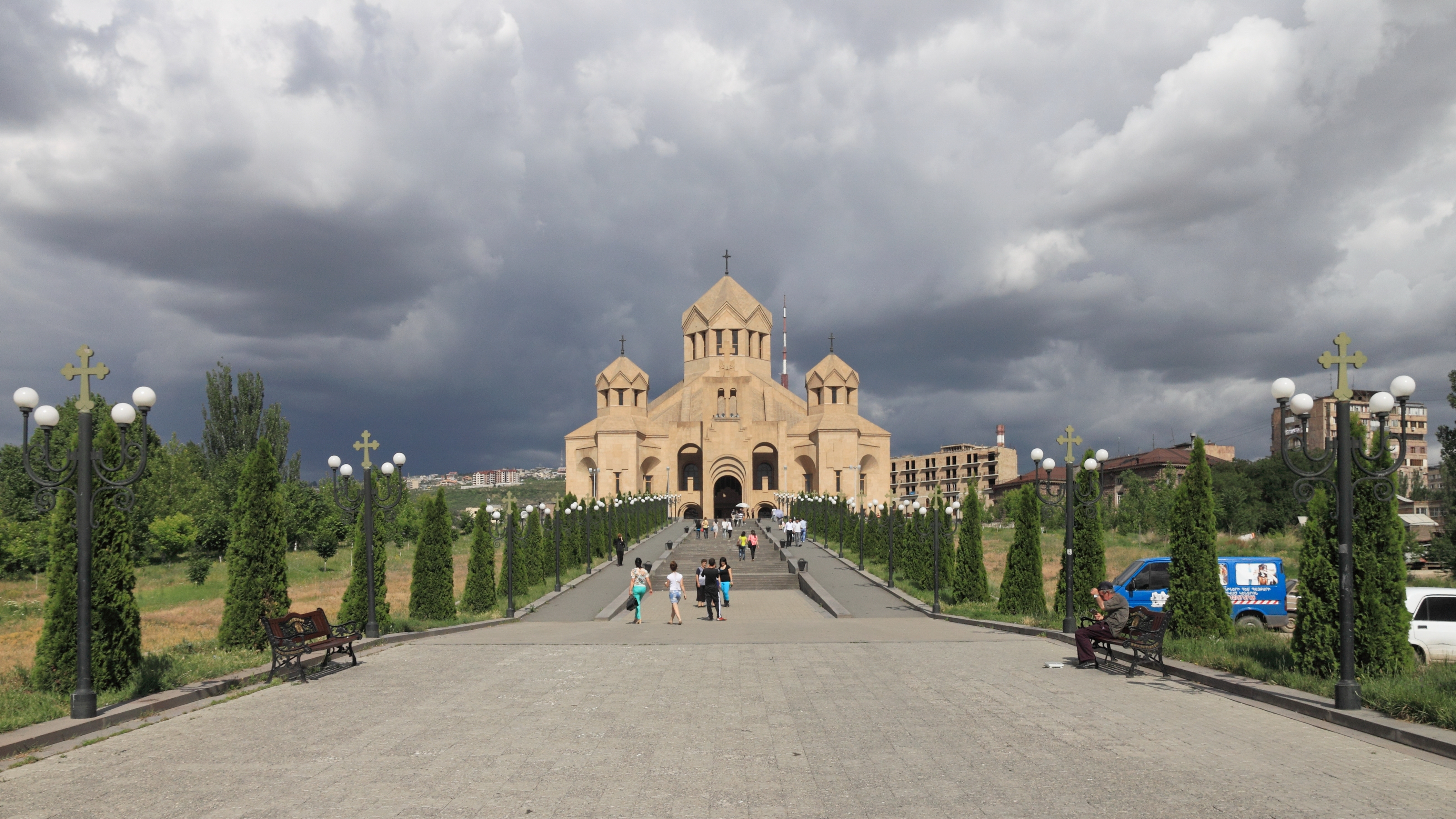
Uppfarten till Sankt Gregorios Upplysarens katedral
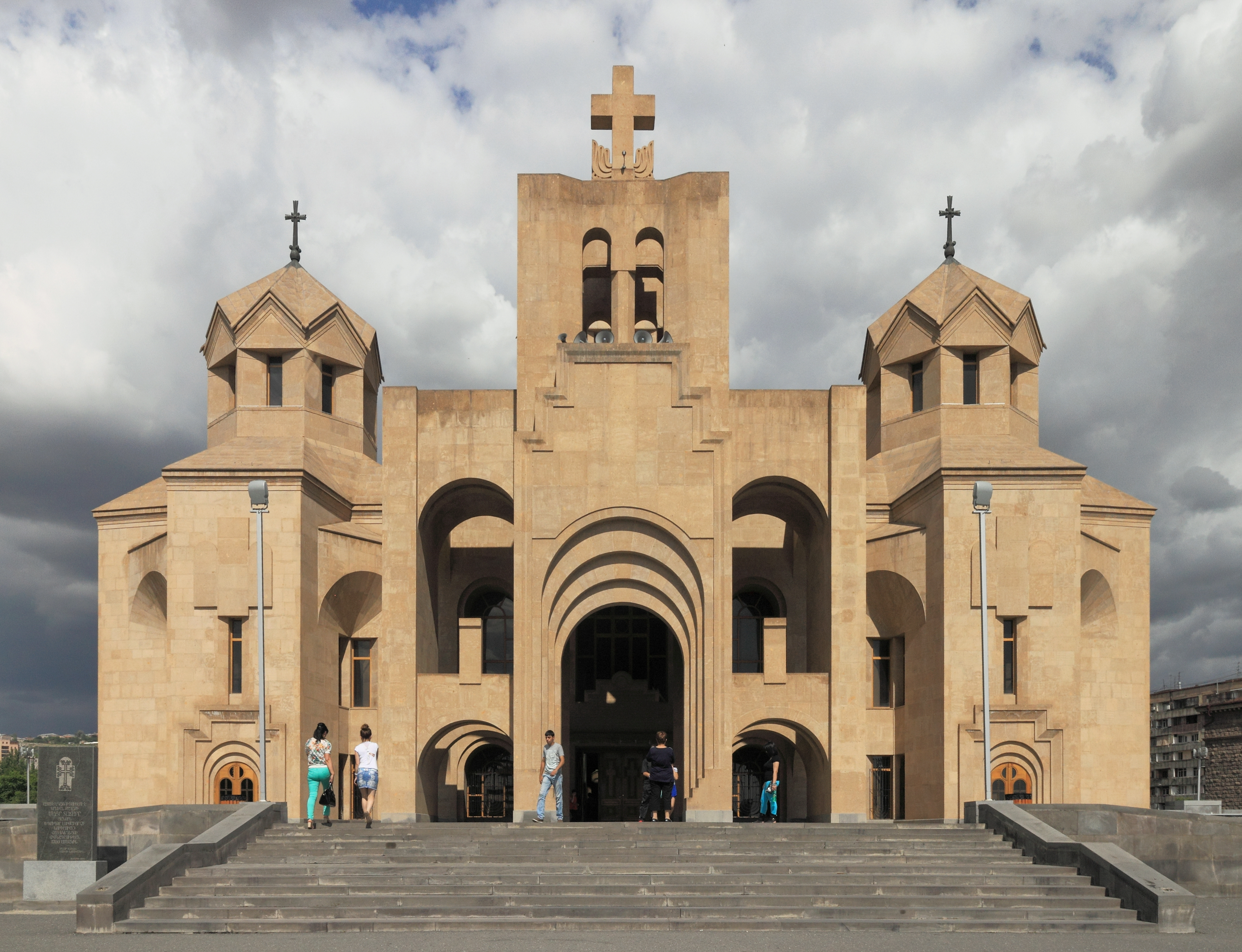
Fasaden
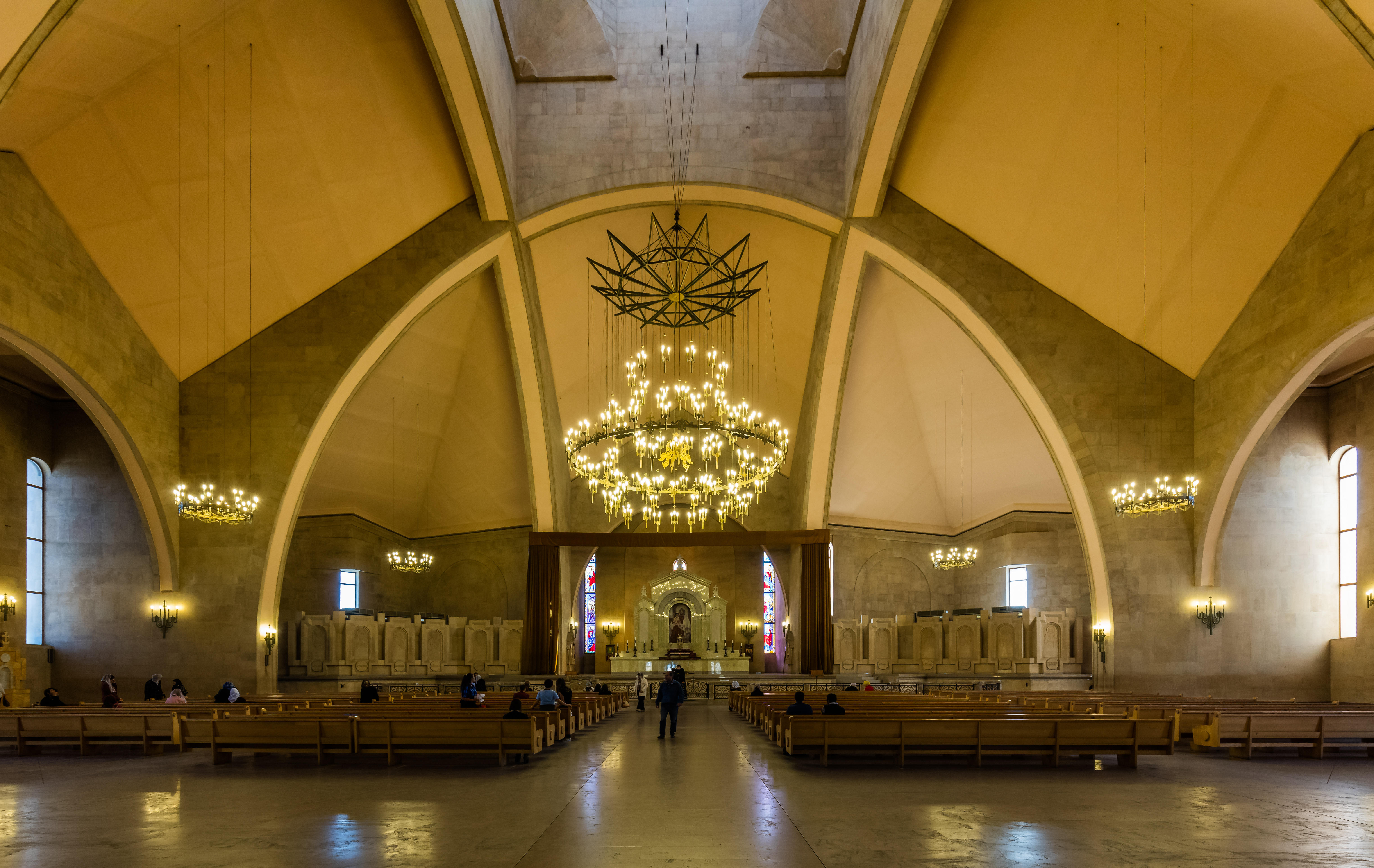
Interiör
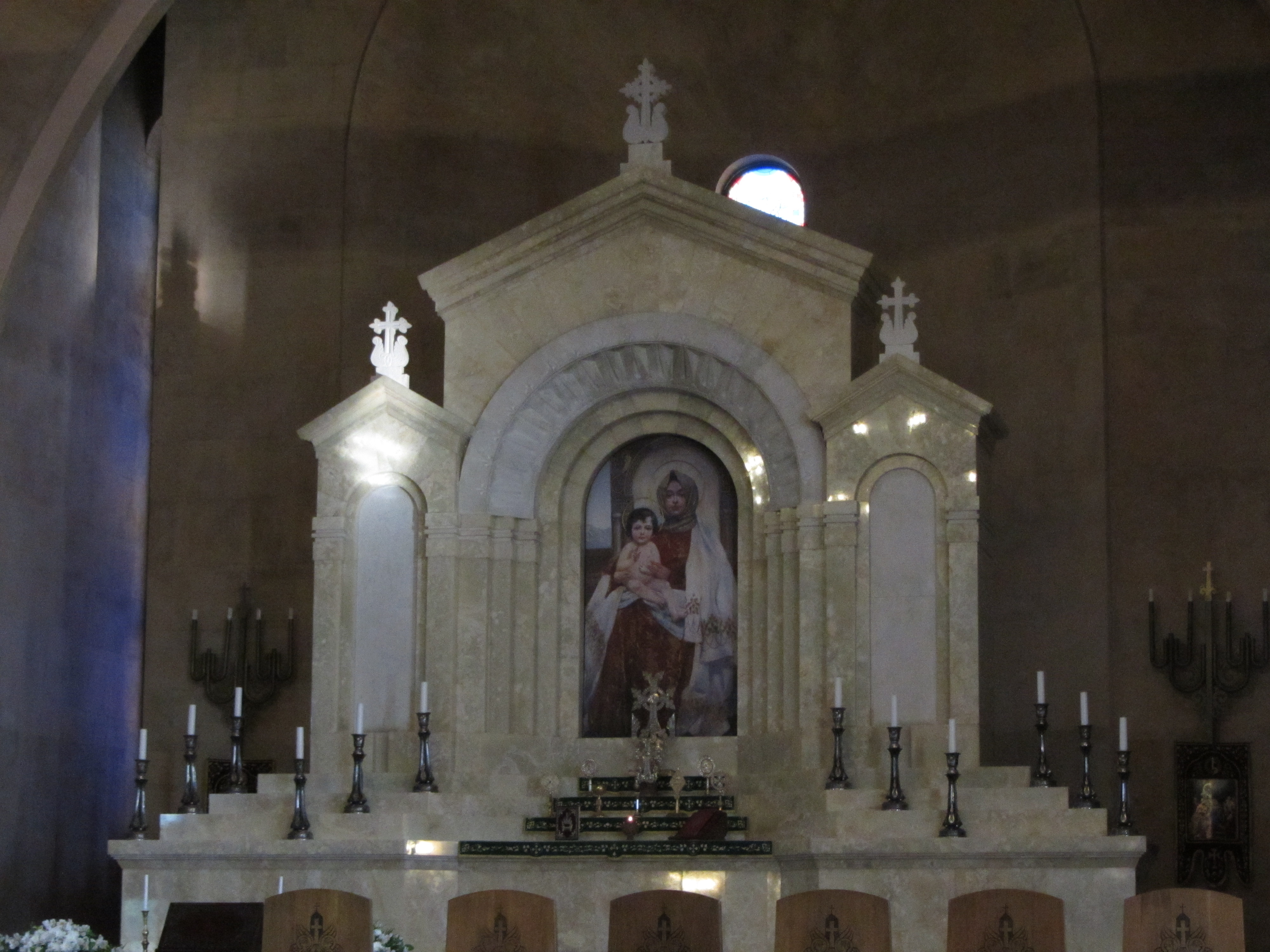
Altaret
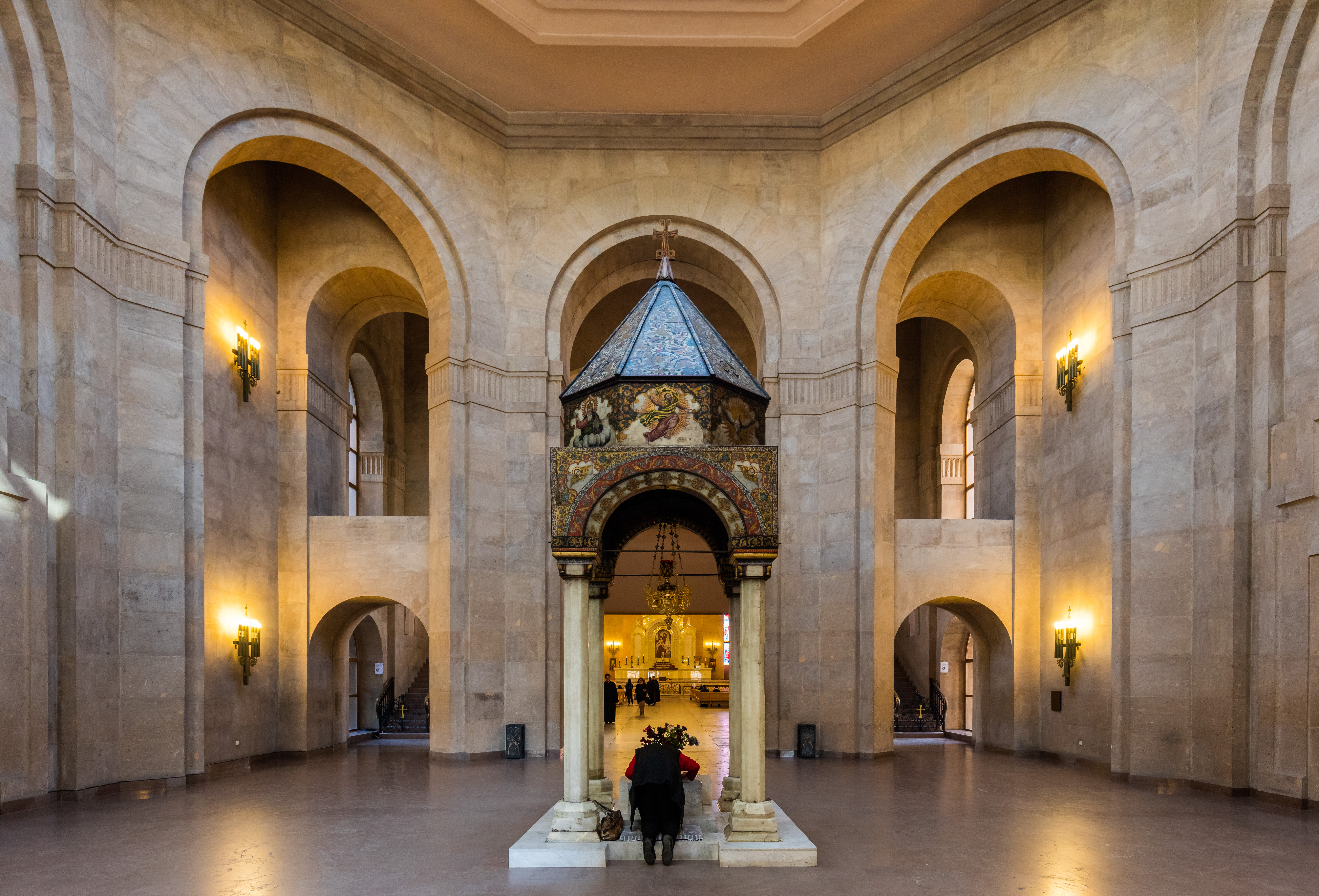
Interiör